# Sangre de Cuba
Sangre de Cuba es una película de 2003 dirigida por Juan Gerard. Es una coproducción entre República Dominicana, Estados Unidos y Alemania.

## Argumento
Cuba, 1958. El régimen de Batista da sus últimos coletazos y la revolución parece posible. En el pueblecito de Holguín, vive un anciano conocido como el Che. Su nieto, conocido como El Niño, pasa las noches viendo películas con su abuela en el teatro. Pero una de esas noches, los rebeldes entran en el pueblo, cortando la red eléctrica y dejando a El Niño con ganas de conocer el final de la historia. Será el primer paso de la pérdida de inocencia del pequeño, que deberá encarar el exilio de su padre y otros peligros.